# Crawfurdia poilanei
Crawfurdia poilanei är en gentianaväxtart som beskrevs av Hul. Crawfurdia poilanei ingår i släktet Crawfurdia och familjen gentianaväxter. Inga underarter finns listade i Catalogue of Life.